# Карл Кріст
Карл Кріст (нім. Karl Christ; 15 червня 1897, Дармштадт — 15 березня 1990, Мангайм) — німецький льотчик-ас, лейтенант Імперської армії, оберст люфтваффе. Кавалер Німецького хреста в золоті.

## Біографія
Учасник Першої світової війни. В січні 1915 року розпочав службу в авіації. Льотну підготовку проходив у Гроссенгаймі, у 6-му льтному запасному дивізіоні. Після підготовки був направлений в 6-ту бойову ескадру. В 1916 році переведений в 5-ту бойову ескадрилью Верховного командування сухопутних військ. В 1917 році літав у складі 2-ї бомбардувальної ескадрильї Верховного командування сухопутних військ. В грудні 1917 року отримав призначення в 28-му винищувальну ескадрилью, де літав на винищувачах до кінця бойових дій і здобув 5 перемог (ще одна залишилась непідтвердженою).
З 1 квітня 1941 по 28 лютого 1942 року — командир 3-ї, з 17 травня по 18 жовтня 1943 року — 151-ї ескадри пікіруючих бомбардувальників, з 18 жовтня 1943 по 6 грудня 1944 року — 151-ї штурмової ескадри.

## Нагороди
- Залізний хрест 2-го і 1-го класу
- Медаль «За відвагу» (Гессен)
- Почесний хрест ветерана війни з мечами
- Застібка до Залізного хреста 2-го і 1-го класу
- Німецький хрест в золоті (15 червня 1942)